# Blanco Encalada (1893)
Blanco Encalada fue un crucero protegido adquirido por el Gobierno chileno por 333.500 libras esterlinas durante la carrera armamentista naval entre Argentina y Chile. Fue el segundo buque llamado Blanco Encalada. (El barco anterior fue la fragata blindada Blanco Encalada hundida en la guerra civil chilena de 1891).
En diciembre de 1906 participó en la represión del movimiento obrero en las salitreras, ferrocarriles y puerto de Antofagasta.
El 17 de diciembre de 1907 llevó tropas de Arica a Iquique para reprimir a miles de mineros de distintas salitreras del norte de Chile que pedían la intervención del gobierno para mejorar sus condiciones de vida y trabajo. Estas tropas cometieron la Matanza de la Escuela Santa María de Iquique.

## Galería

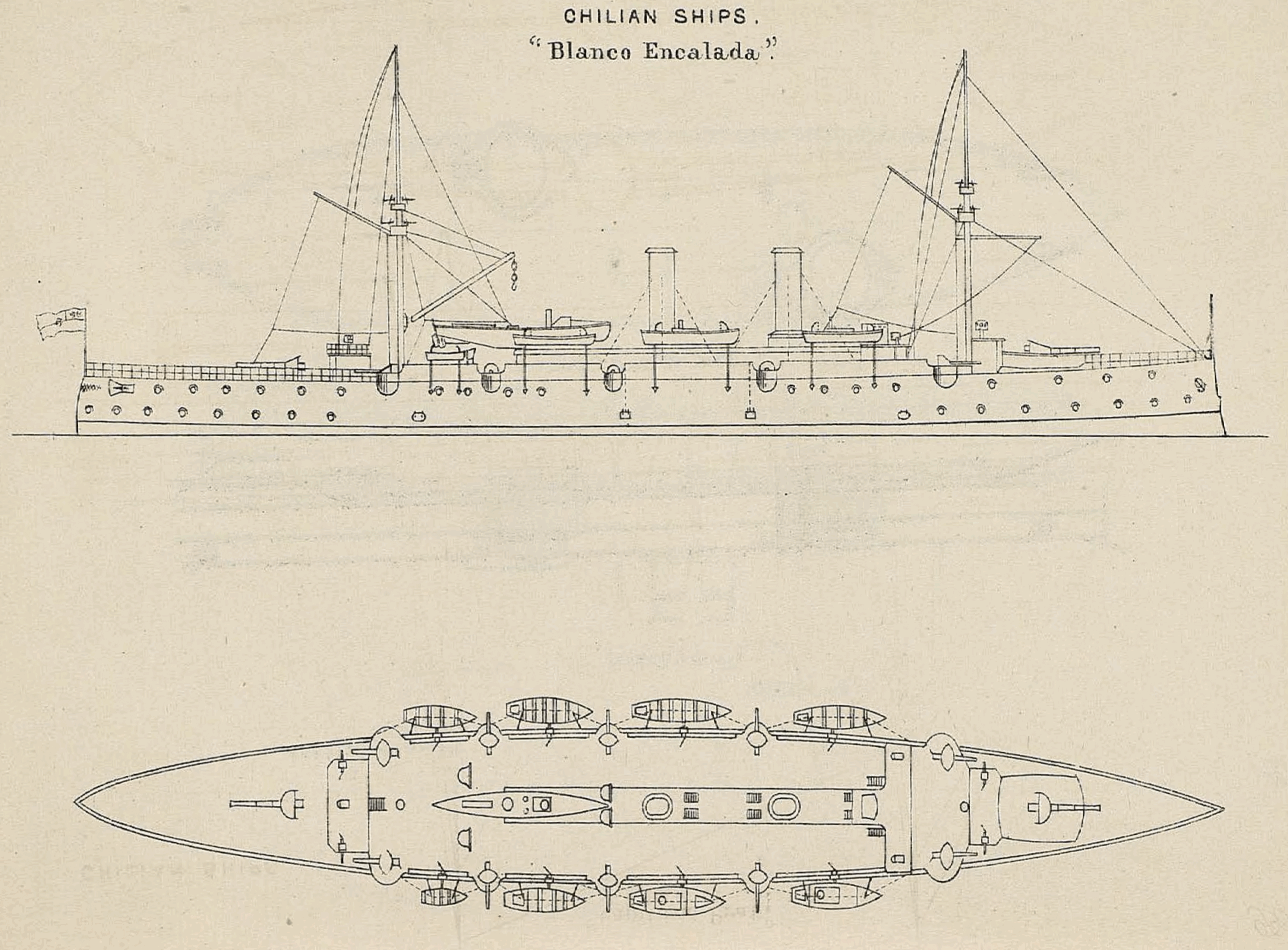
Planos del Blanco Encalada
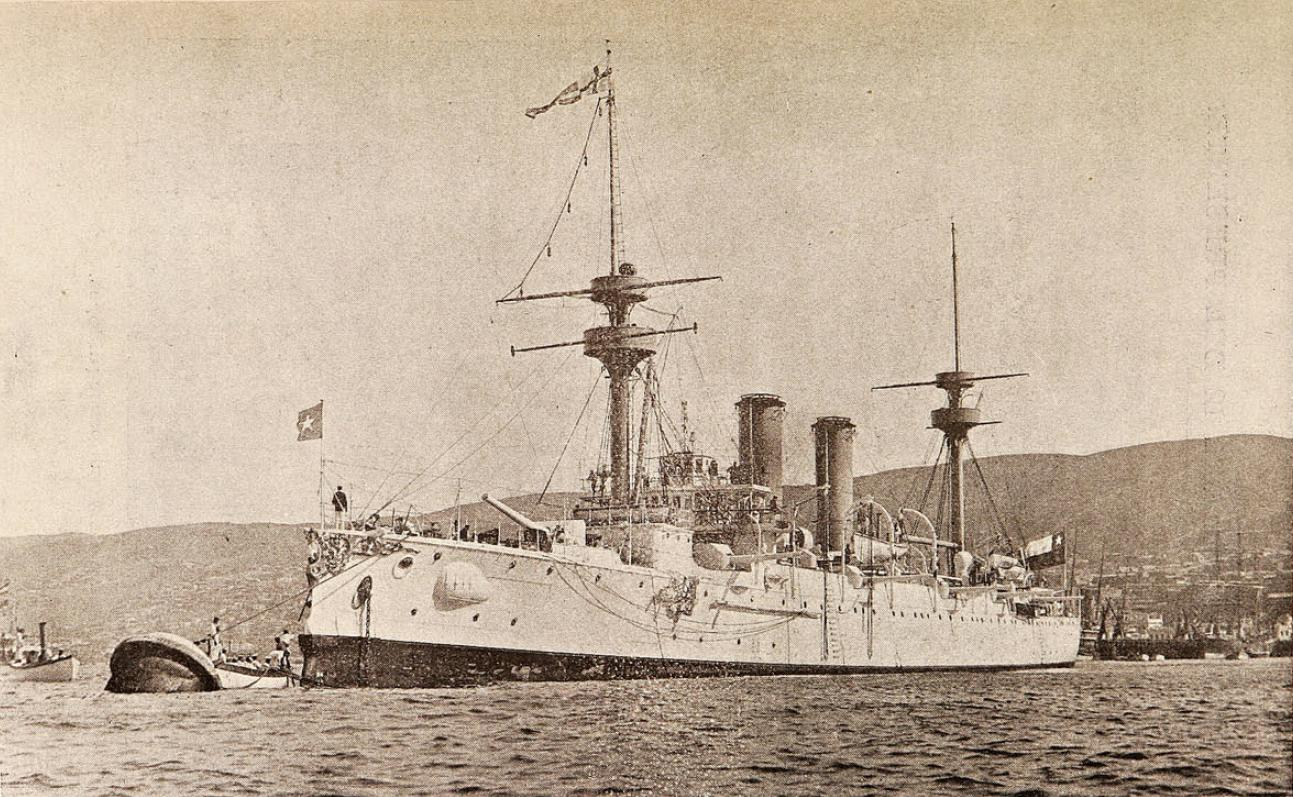
El Blanco Encalada en 1904
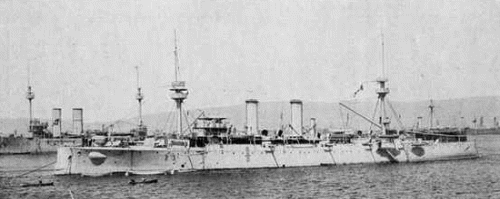
El Blanco Encalada en 1918